# 第17回全国中等学校蹴球選手権大会
第17回全国中等学校蹴球選手権大会（だい17かいぜんこくちゅうとうがっこうしゅうきゅうせんしゅけんたいかい）は、大阪毎日新聞主催により1936年1月に南甲子園運動場で開催された全国中等学校蹴球選手権大会である。

## 参加チーム
- 函館師範(北海道・2年ぶり4回目)
- 宮城師範(宮城・2年ぶり4回目)
- 東高師付中(東京・6年ぶり3回目)
- 韮崎中(山梨・初出場)
- 富山師範(富山・2年ぶり8回目)
- 刈谷中(愛知・初出場)
- 滋賀師範(滋賀・7年ぶり4回目)
- 天王寺師範(大阪・3年ぶり6回目)
- 神戸一中(兵庫・3年ぶり11回目)
- 広島一中(広島・2年ぶり7回目)
- 香川師範(香川・初出場)
- 長崎師範(長崎・2年ぶり3回目)

## 試合結果

### 1回戦
- 広島一中 8 - 2 函館師範
- 韮崎中 7 - 1 長崎師範
- 神戸一中 8 - 0 滋賀師範
- 天王寺師範 8 - 0 香川師範

### 準々決勝
- 神戸一中 6 - 2 広島一中
- 刈谷中 4 - 3 韮崎中
- 天王寺師範 5 - 3 東高師付中（延長）
- 富山師範 2 - 1 宮城師範（延長）

### 準決勝
- 天王寺師範 11 - 1 富山師範
- 神戸一中 5 - 1 刈谷中

### 決勝
- 神戸一中 2 - 1 天王寺師範